# Seguretat i salut laboral
La seguretat i salut laboral és una àrea d'encreuament entre disciplines relacionades. Aquestes són: la protecció de la seguretat, la salut i el benestar de les persones que participen en el treball. És un component de l'ambient de treball i, per tant, de les condicions del treball. Com a efecte secundari, també pot protegir els companys de treball, els membres de la família, empleats, clients, proveïdors, comunitats veïnes, i altres membres del públic que es trobin afectats per l'entorn de treball. Que poden derivar d'interaccions entre molts temes, incloent la medicina del treball, professionals (o industrial), la higiene, la salut pública, la seguretat de l'enginyeria, la química, la física de la salut, l'ergonomia, la toxicologia, epidemiologia, salut ambiental, les relacions laborals, la política pública, la sociologia, i la psicologia de la salut.
Des de 1950, l'Organització Internacional del Treball (OIT) i l'Organització Mundial de la Salut (OMS) han compartit una definició comuna de salut ocupacional. Va ser adoptada pel Comitè Mixt OIT / OMS del Comitè de Salut en el Treball en el seu primer període de sessions el 1950 i revisada en la seva dotzena reunió, celebrada el 1995. La definició diu: "de salut en el treball haurien de ser els següents: la promoció i el manteniment del més alt grau de desenvolupament físic, mental i el benestar social dels treballadors en totes les ocupacions, la prevenció entre els treballadors de les desviacions de la salut causats per les seves condicions de treball, la protecció dels treballadors en la seva feina contra els riscos resultants de factors adversos a la salut, la col·locació i el manteniment del treballador en un entorn de treball adaptat a les seves capacitats fisiològiques i psicològiques, i, per resumir, l'adaptació del treball a l'home i de cada home a la seva treball ".
Les raons per establir una bona seguretat i salut laboral en les normes són sovint identificats com:
- Morals: Un empleat no hauria córrer riscos de patir accidents a la feina, ni tampoc altres persones relacionades amb l'activitat laboral.
- Econòmiques: Molts governs accepten que les males condicions de treball redunden en un major cost per a l'estat, pel cost del pagament de la seguretat social per als discapacitats i del tractament mèdic, i la disminució de la força laboral. Les organitzacions també poden patir desavantatges econòmics, com ara els costos burocràtics, la disminució de la producció, i la pèrdua de la imatge positiva davant la resta de treballadors, dels consumidors i de l'opinió pública en general.
- Legals: Els requeriments mínims de salut i seguretat a les condicions de treball solen estar tipificats al dret penal o al dret civil. sol considerar-se que, sense la pressió legal, les organitzacions podrien no sentir-se obligades a afrontar els costos de millorar les condicions de treball només per les raons morals o de guany a llarg termini.

Espanya i França han sigut pioners històrics en la prevenció de riscos laborals. En el cas espanyol, la Llei d'Índies del segle xvi va ser la pionera.